# Прва влада Блаже Јовановића
Прва влада Блаже Јовановића је била Влада Федералне Црне Горе. Формирана је 17. априла 1945. и трајала је до 2. јануара 1947. године.

## Чланови владе
| Функција                                       | Име и презиме    | Детаљи                                                       |
| ---------------------------------------------- | ---------------- | ------------------------------------------------------------ |
| Предсједник владе                              | Блажо Јовановић  |                                                              |
| Потпредсједник владе                           | Петар Комненић   | до избора за председника Уставотворне скупштине НР Црне Горе |
| Потпредсједник владе                           | Божо Љумовић     |                                                              |
| Министар унутрашњих послова                    | Радоња Голубовић | до априла 1946.                                              |
| Министар унутрашњих послова                    | Саво Брковић     | од априла 1946.                                              |
| Министар правде                                | Јефто Павић      | до априла 1946.                                              |
| Министар правде                                | Радоња Голубовић | од априла 1946.                                              |
| Министар просвјете                             | Пуниша Перовић   |                                                              |
| Министар просвјете                             | Нико Павић       |                                                              |
| Министар финансија                             | Гојко Гарчевић   |                                                              |
| Министар трговине и снабедијевања              | Вељко Зековић    | до 1946. године                                              |
| Министар трговине и снабедијевања              | Комнен Церовић   |                                                              |
| Министар пољопривреде и шумарства              | Јован Ћетковић   |                                                              |
| Министар индустрије и рударства                | Владо Лазаревић  |                                                              |
| Министар социјалне политике и народног здравља | Хаил Вицковић    |                                                              |
| Министар социјалне политике и народног здравља | Божо Љумовић     |                                                              |
| Министар грађевина                             | Петар Томановић  |                                                              |